# Anommatus plicatus
Anommatus plicatus is een keversoort uit de familie knotshoutkevers (Bothrideridae). De wetenschappelijke naam van de soort werd in 1894 gepubliceerd door Edmund Reitter.